# アーノルド・ピッカー
アーノルド・ピッカー（Arnold M. Picker、1913年9月29日 – 1989年10月11日）は、アメリカ合衆国の映画産業界の重役を歴任し、フロリダ州ゴールデン・ビーチの市長も務めた人物で、リチャード・ニクソン大統領が政敵リストの筆頭に挙げたことでも知られる。

## 経歴
ピッカーは、父親の足跡をたどるようにして、映画界での経歴を歩み始めた。1935年、父が役員をしていたコロンビア ピクチャーズに入社し、順調に昇格して、やがて国際配給部門の長となった。次いで、ユナイテッド・アーティスツに転じ、1960年代には、執行副社長 (an executive vice president) のひとりとなった。ピッカーが映画界におけるキャリアを終え、政界に転じたのは、リンドン・B・ジョンソン大統領から、教育・文化活動国際員会 (the International Commission on Education and Cultural Affairs) の委員に任命されたことがきっかけであった。
1972年、ピッカーは、上院議員エドマンド・S・マスキーの大統領選挙予備選挙の運動で財務責任者を務め、1976年の大統領選挙予備選挙では、ヘンリー・M・ジャクソン陣営の資金集めの中心となった。ピッカーは、リチャード・ニクソンの再選運動の戦略において、「ニクソンの政敵リスト」に載った20人の筆頭に挙げられていた。このリストは、ウォーターゲート事件の渦中で明るみに出された。1979年、ピッカーはゴールデン・ビーチ (Golden Beach) の市長に選出された。
映画界におけるピッカーの経歴は1960年代で終わったが、その後もピッカーは、映画に関係する仕事にも精力的に取り組んだ。彼は、ワシントンD.C.に拠点を置くアメリカン・フィルム・インスティチュートの設立を支援した。また、後には全国ユダヤ映画センターの理事長 (chairman of the board) を務めた。ブランダイス大学に設けられたこのセンターは、イディッシュ語映画の古典的作品の修復にあたっている。ピッカーはまた、フロリダ国際大学に拠点を置くホロコースト記録・教育センター (Holocaust Documentation and Education Center) の設立も支援をした。

## 病死
ピッカーは、ボストンのニュー・イングランド・ディーコネス病院（New England Deaconess Hospital：ベス・イスラエル・ディーコネス・メディカル・センターの前身のひとつ）で、肺炎のために死去した。